# Rupea
Rupea (en húngaro: Kőhalom) es una ciudad de Rumania en el distrito de Brașov.

## Geografía
Se encuentra a una altitud de 462 m s. n. m. a 235 km de la capital, Bucarest.

## Monumentos históricos
En la localidad hay tanto monumentos del patrimonio arquitectónico de interés nacional, como monumentos de interés local.
Uno de los monumentos más importantes de Rupea es la fortaleza de Rupea, atestiguada en 1324 como castillo real, se desarrolla en torno a un asentamiento documentado del siglo XIII. En el siglo XV, la ciudadela pasó a estar bajo la administración de la comunidad sajona, que la transformó en una fortaleza de refugio, experimentando varias etapas de expansión hasta el siglo XVII. Las cortinas forman cuatro recintos, reforzándose con torres y puertas interiores que compartimentan el conjunto fortificado. El recinto central está dotado de un reducto y una capilla.
El complejo de la iglesia evangélica del siglo XV-XVIII es otro de los monumentos más importantes del municipio.

## Demografía
Según estimación 2012 contaba con una población de 5 933 habitantes.
| 1948 | 1956  | 1966  | 1977  | 1992  | 2002  | 2012  |
| s/d  | 4 691 | 6 273 | 6 640 | 6 326 | 5 759 | 5 933 |

## Eventos locales
- El festival de la "Semana de Haferland", que se lleva a cabo en el área entre Rupea y Sighisoara, el evento promueve la cultura y las tradiciones sajonas.
- El canto de villancicos (costumbre tradicional), se realiza en la localidad durante las fiestas navideñas
- Todos los viernes se celebra en la localidad una feria (mercado) cuya antigüedad está documentada desde 1434 ( oppidum Kwehelm ) y renovada en 1589 por un documento emitido por el príncipe Segismundo Báthory.